# Bokullens naturreservat
Bokullens naturreservat är ett naturreservat i Norrtälje kommun i Stockholms län.
Området är naturskyddat sedan 2014 och är 19 hektar stort. Reservatet omfattar till en del av våtmark. Reservatet består av  barrskog och sumpskog.